# Wenzel Philipp von Mareschall
Wenzel Philipp Freiherr von Mareschall ou parfois Marschall (né le 13 décembre 1785, mort le 28 décembre 1851) est un militaire, un diplomate et un homme politique autrichien.

## Biographie
Le baron Wenzel von Mareschall mène sa carrière professionnelle dans l'armée où il obtient les grades de major général le 17 février 1832 et lieutenant feldmarschall le 8 mai 1840.
En 1831, il est nommé par Vienne secrétaire d'état du duché de Parme auprès de Marie-Louise d'Autriche pour remplacer Josef von Werklein qui a fui Parme en raison des émeutes qui ont éclaté et qui le visent particulièrement. Le nouveau ministre ne tarde pas à critiquer la duchesse, qui non seulement ne veut pas adopter un régime répressif. Mareschall est remplacé en 1833 et son poste est confié au comte Charles-René de Bombelles.
Il exerce en qualité de diplomate en Amérique du Nord et du Sud où il est ambassadeur au Brésil et aux États-Unis.

## Distinctions
Au cours de sa carrière il obtient deux distinctions :
- Croix de Commandeur de l'Ordre de Léopold,
- Croix de chevalier de l'Ordre de Ordre de Saint-Étienne de Hongrie.

## Note
1. 1 2  (de) « Die k. k. bzw. k. u. k. Generalität 1816-1918 » (consulté le 7 mai 2011), fichier PDF
2. ↑  (it) Pietro Pedrotti, La missione del barone Marschall nei ducati di Modena e di Parma nel 1831, Modène, Ialienska, 1933.
3. ↑  (de) « Annuaire histoire de l'Autriche », sur Cambridge journals (consulté le 7 mai 2011)
4. 1 2  (de) « Mareschall von Bieberstein, Wenzel Frh. von, Militär und Diplomat (1785-1851). Br. und Rechnung mit jeweils eigenh. U. Washington, 23. XI. 1838. 4 bzw. 2¾ SS. Folio. », sur Inlibris Gilhofer Nfg (consulté le 7 mai 2011)